# NGC 7318A
NGC 7318A (també coneguda com a UGC 12099 o PGC 69260) és una galàxia el·líptica a uns 300 milions d'anys llum de distància en la constel·lació Pegàs. Es tracta d'un membre del famós Quintet d'Stephan, aquesta galàxia està en procés de col·lisió.
El Telescopi espacial Spitzer van revelar la presència d'una ona de xoc intergalàctic enorme, que es mostra pel verd de l'arc magnífic a la foto a la dreta produïda per una galàxia de caure en un altre a milions de quilòmetres per hora. Com NGC 7318B xoca amb NGC 7318A, hi ha difusió de gasos en tot el cúmul; els àtoms d'hidrogen s'escalfen en l'ona de xoc, la qual cosa produeix la resplendor verda. L'hidrogen molecular que es pot veure aquí és una de les formes més turbulentes d'hidrogen molecular de l'univers. Aquest fenomen va ser descobert per un equip internacional de científics de l'Institut Max Planck de Física Nuclear (MPIK) en Heidelberg. El més notable és el fet que aquest xoc pot ajudar a proporcionar una visió del que va ocórrer en els inicis de l'univers fa 10 milions d'anys quan aquest es va formar.